# Daniel Dal Barba
Daniel Dal Barba o Daniele Dal Barba (Verona, 5 maggio 1715 – Verona, 26 luglio 1801) è stato un compositore, violinista, cantante lirico e librettista italiano.

## Biografia
Dopo aver abbandonato gli studi di giurisprudenza, studiò musica da autodidatta nella sua città natale. Nel 1737 iniziò ad essere attivo come violinista e nel 1743 come cantante d'opera presso il Teatro Filarmonico di Verona, dove esordì con il dramma I fratelli riconosciuti di Pietro Chiarini. Si esibì con successo anche a Venezia, nel teatro di Sant'Angelo con Scipione nelle Spagne di Baldassare Galuppi nel 1746 e l'anno successivo nell'Armida di Bertoni, nel Pompeo in Armenia di Scarlatti e nella Caduta d'Amulio di Pampani. Nel 1744 debuttò, invece, come compositore d'opera con Il Tigrane, nel quale ricoprì la parte di Mitridate. Nel 1746 cantò nell'opera Il Pompeo di Alessandro Scarlatti, andata in scena nello stesso teatro.
Nel 1749 fu nominato maestro di cappella dell'Accademia Filotima e dell'Accademia Filarmonica di Verona. Nel 1762 sostituì don Girolamo Zanata alla guida della Cappella della Cattedrale veronese succedendogli ufficialmente nel 1769. Le musiche di Dal Barba erano apprezzate dai fedeli che ne gradivano la vena spontanea e popolare; si trattava di composizioni scorrevoli e mai eccessivamente lunghe. Introdusse in chiesa uno stile semplice, lontano da dotti accademismi ma soprattutto rivolto alla gente semplice; voleva accontentare il gusto dell'uomo comune. Nel 1770, presso l'Accademia Filarmonica, incontrò il quattordicenne Wolfgang Amadeus Mozart accompagnato dal padre Leopold. Nove anni più tardi, ormai vecchio e stanco, fu sostituito alla guida della Cappella della Cattedrale di Verona da don Bartolomeo Giacometti. Morto nel 1801, il suo nome fu presto dimenticato ma negli ultimi anni l'interesse per la sua figura di musicista ha portato ad uno studio approfondito del personaggio.

## Composizioni

### Opere liriche
Le sue opere sono considerate tutte perdute. La città e l'anno si riferiscono alla prima rappresentazione.
- Il Tigrane (opera seria, libretto di Carlo Goldoni, 1744, Verona)
- Il gran Tamerlano (parodia, 1746, Venezia)
- Lo starnuto d'Ercole (intermezzo, 1748, Verona)
- Il finto cameriere (intermezzo, libretto di Daniel Dal Barba, 1749, Verona)
- Ciro in Armenia (opera seria, libretto di Pietro Metastasio, 1750, Verona)
- Artaserse (opera seria, libretto di Pietro Metastasio, 1751, Verona)
- Alessandro nell'Indie (opera seria, libretto di Pietro Metastasio, 1761, Verona)

### Musica sacra
- Cesare Baronio guarito da una mortal malattia per le orazioni di San Filippo Neri (oratorio, 1748, Trento)

### Musica strumentale
- 4 sinfonie piene per 4 corni
- Sinfonia a 3
- 3 concerti per flauto
- Concerto per violino
- 12 sonate (6 per violino e basso continuo e 6 per 2 violini) (1747)

## Trattati
- Teorica e prattica musicale per suonare bene il violino (1751)